# Don Lurio
Don Lurio (eigentlich: Donald Benjamin Lurio; * 15. November 1929 in New York City; † 26. Januar 2003 in Rom) war ein italienischer Tänzer und Choreograf.
Lurio, das Kind italienischer Eltern, wurde in New York City geboren. In den 1950er Jahren war er dort als Tänzer am Broadway zu erleben, so war er im Musical Peter Pan zu sehen. Nach einer Tournee ließ er sich 1957 in Italien nieder. Hier machte er die Choreografie in einigen Tanz- und Revuefilmen, beispielsweise in Casino de Paris von 1957. Für den Sender RAI moderierte er seine eigene Don Lurio Show, von der 1972 vier Folgen auch in Deutschland im Ersten ausgestrahlt wurden. Hier tanzte er, machte Sketche und empfing Schlagerstars der damaligen Zeit.